# 알리안츠 슈타디온
알리안츠 슈타디온(독일어: Allianz Stadion)는 오스트리아 빈에 위치한 축구 경기장이다. SK 라피트 빈의 홈 구장으로 사용되고 있으며 수용 인원은 28,000명이다. 상업성이 없는 비공식적인 경기장 이름인 베스트슈타디온(Weststadion)이라고 부르기도 한다.
2014년에 철거된 게르하르트 하나피 슈타디온(Gerhard-Hanappi-Stadion)이 있던 자리에 건설되었으며 2015년 1월에 기초 공사가 시작되었다. 오스트리아의 건설 회사인 슈트라바크(Strabag)가 건설을 담당했는데 5,300만 유로가 건설 비용으로 투입되었다. 2016년 7월 16일에 정식 개장했으며 SK 라피트 빈은 첼시에 2-0 승리를 기록했다.

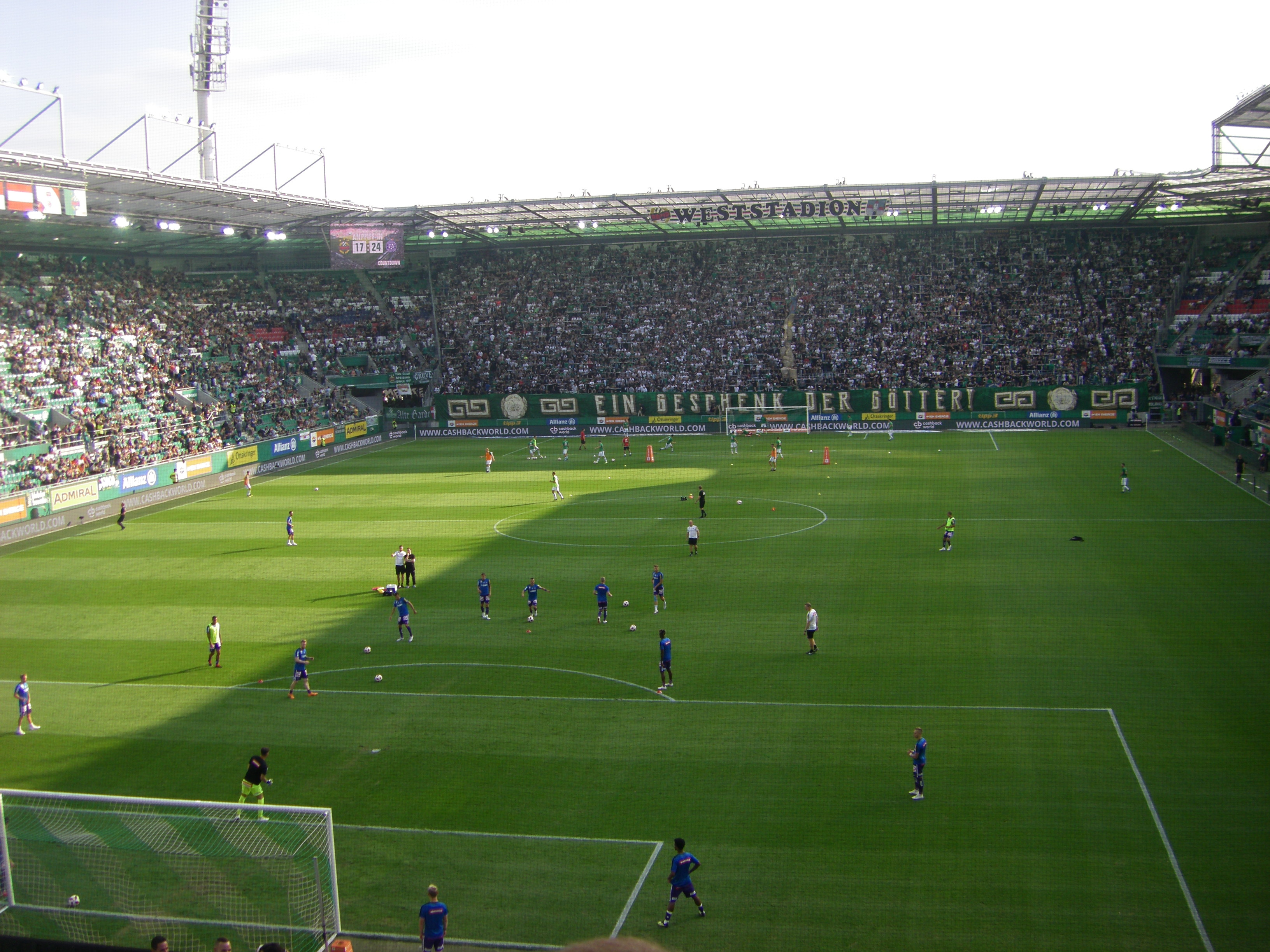
2018년 9월에 알리안츠 슈타디온에서 열린 FK 아우스트리아 빈과 SK 라피트 빈의 오스트리아 푸스발-분데스리가 경기 모습